# Chiridota heheva
Chiridota heheva is een zeekomkommer uit de familie Chiridotidae.
De wetenschappelijke naam van de soort werd in 2004 gepubliceerd door David Pawson & D.J. Vance.